# 道具
道具（どうぐ）とは、物をつくったり、あるいはなにかを行うために用いる器具の総称。仏道修行の用具という意味もある。

## 概説
人類は600万年から700万年前にアフリカで誕生したといわれているが、地殻変動により土地は乾燥して森林は縮小した。サバンナの拡大に伴い、人類は木を降りて二足歩行をするようになったが、これにより手が自由に使えるようになるとともに脳が発達した。そして石や木の棒を道具として使い始めたといわれている。
人類以外の動物が道具を使用する例も多く知られている。例えばボアビスタに棲む猿は石を道具にヤシの実を割ることが知られている。
ただ、猿のように道具を使う動物はいるものの、新しい道具を考えて作り出すことができるのは人類だけといわれている。ヒトは鋭い牙や爪をもたないため猛獣から身を守ったり、食料を得るため、知恵や創意工夫によって新しい道具を考えて作り出すようになった。
人類はこれによって複雑な文明を形作ってきた。道具は文化の重要な側面の一つである。

## 道具の種類

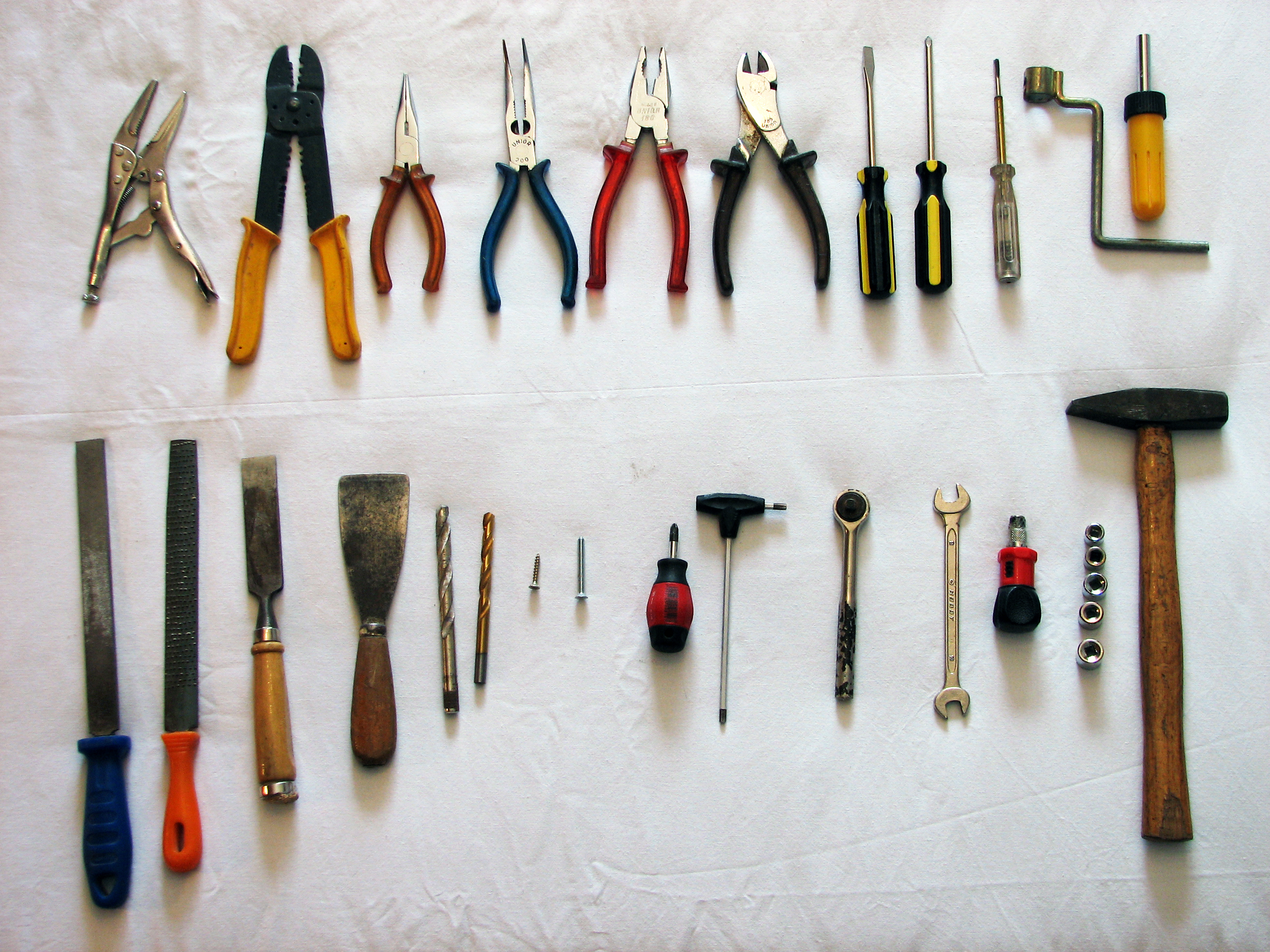
様々な工具

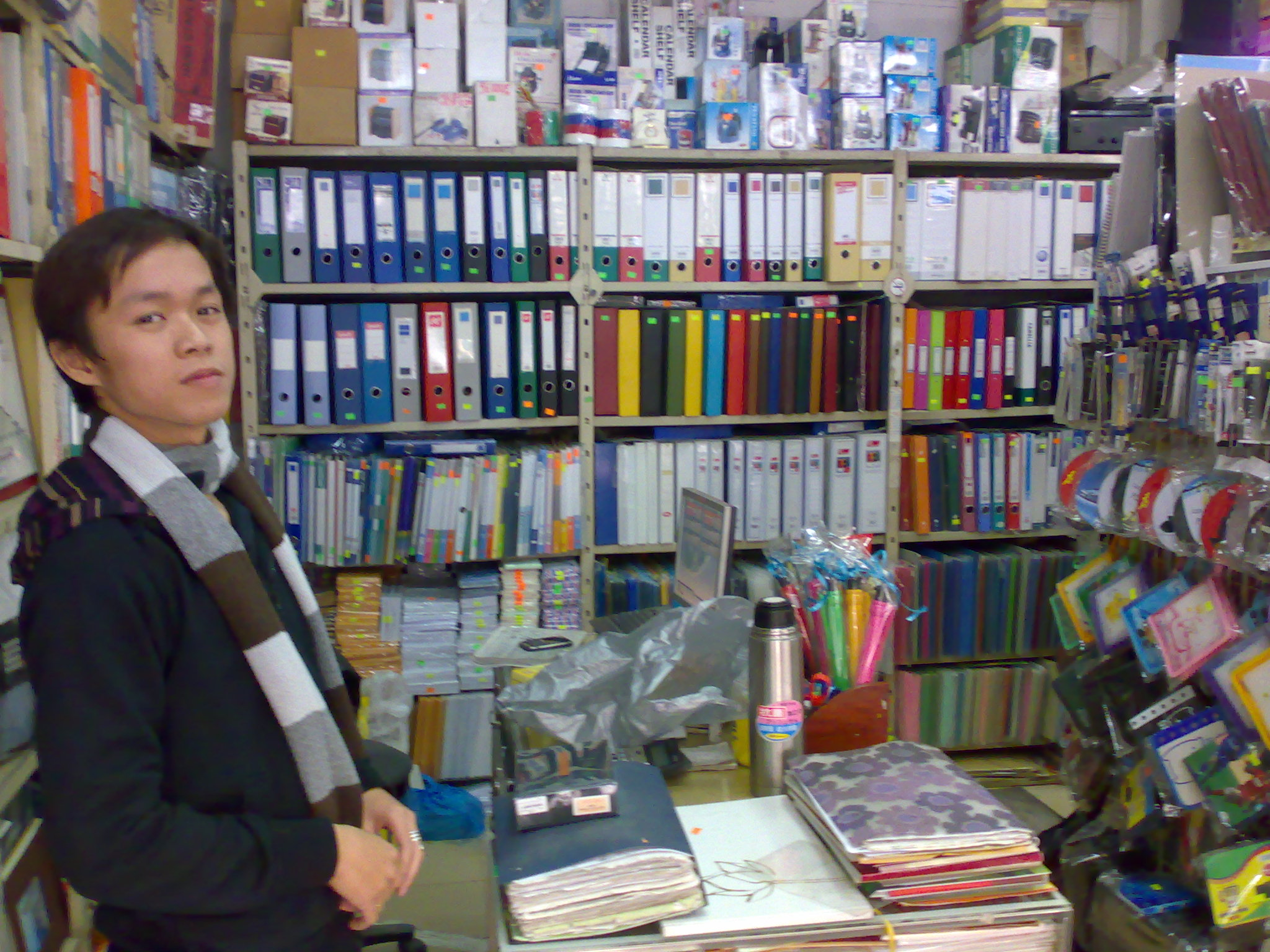
文具店に並べられた文具のかずかず

道具にはその使用する目的・分野に応じて様々なものが存在する。
- 農具（農機具）
- 馬具
- 漁具・釣り具
- 船具
- 工具
- 文具・筆記具
- 家財道具・家具
  - 嫁入り道具
- 調理器具
- 実験器具
- スポーツ器具
- 武器
- 医療器具

## 博物館
- 竹中大工道具館
- 道具と職人博物館（フランス語版）[3][4] - フランス、トロワにある道具と職人文化に関する博物館。